# Cephalotes jamaicensis
Espèce
Synonymes
Cephalotes jamaicensis est une espèce de fourmis arboricoles du genre Cephalotes.

## Distribution
Cette espèce est native de Jamaique. Le spécimen qui a permis l'identification de l'espèce (photos) a été trouvé à Kingston. 

## Description
Comme les autres espèces du genre Cephalotes, elles sont caractérisées par l'existence de soldats spécialisés dotés d'une tête surdimensionnée et plate ainsi que des pattes plus plates et plus larges que leurs cousines terrestres. Elles peuvent ainsi se déplacer d'un arbre à un autre dans une forêt.
Elle fut décrite et classifiée pour la première fois par l'entomologiste suisse Forel en 1922.

## Publication originale
Diversity and Adaptation in the Ant Genus Cephalotes Past and Present (Hymenoptera, Formicidae)